# Euler-szorzat
A számelméletben az Euler-szorzat a Dirichlet-sor prímszámokkal indexelt kiterjesztése a végtelenbe. Az elnevezés abból ered, hogy a Riemann-féle zéta-függvény esetét Euler tanulmányozta, és ő bizonyította be annak végtelen szorzat reprezentációját.

## Definíció
Általában, ha az a függvény multiplikatív, akkor a
{\displaystyle \sum _{n}a(n)n^{-s}\,}
Dirichlet-sor egyenlő a következővel:
{\displaystyle \prod _{p}P(p,s)\,}
ahol a szorzatot a prímek fölött veszik, és {\displaystyle P(p,s)} éppen az
{\displaystyle 1+a(p)p^{-s}+a(p^{2})p^{-2s}+\cdots .}
összeg.
Hogyha ezeket formális generátorfüggvénynek tekintjük, akkor adódik, hogy egy efféle formális Euler-szorzat kiterjesztése szükséges és elégséges feltétele az a függvény multiplikativitásának. Eszerint  {\displaystyle a(n)} azoknak a különböző {\displaystyle a(p^{k})} értékeknek szorzata, ahol p prímosztója n-nek, és n prímtényezős felbontásában p éppen k-szor szerepel.
Speciálisan, ha {\displaystyle a(n)} teljesen multiplikatív, akkor {\displaystyle P(p,s)} egy mértani sor. Ekkor
{\displaystyle P(p,s)={\frac {1}{1-a(p)p^{-s}}},}
mint a Riemann-féle zéta-függvény esete, és általánosabban, a Dirichlet-karakterek esetén.

## Konvergencia
A gyakorlatban a végtelen soroknak azok a speciális esetei érdekesek, amikor a sor abszolút konvergens. Ezen a tartományon a sor összege nem lehet nulla, így itt a tényezők sem lehetnek nullák.
A moduláris formák tétele szerint tipikus, hogy itt a nevezők másodfokú polinomok. Az általános Langlands-elmélet tartalmaz egy hasonló fejtegetést az m-edfokú polinomokkal kapcsolatban, és a reprezentációelmélet is hasonlót
mond GLm-ről.

## Példák
A Riemann-féle zéta-függvényhez kapcsolódó Euler-szorzat a mértani sor összegének felhasználásával
{\displaystyle \prod _{p}(1-p^{-s})^{-1}=\prod _{p}{\Big (}\sum _{n=0}^{\infty }p^{-ns}{\Big )}=\sum _{n=1}^{\infty }{\frac {1}{n^{s}}}=\zeta (s)}.
A {\displaystyle \lambda (n)=(-1)^{\Omega (n)}} Liouville-függvényre
{\displaystyle \prod _{p}(1+p^{-s})^{-1}=\sum _{n=1}^{\infty }{\frac {\lambda (n)}{n^{s}}}={\frac {\zeta (2s)}{\zeta (s)}}}
Reciprokaikat felhasználva a {\displaystyle \mu (n)} Möbius-függvény két Euler-szorzata
{\displaystyle \prod _{p}(1-p^{-s})=\sum _{n=1}^{\infty }{\frac {\mu (n)}{n^{s}}}={\frac {1}{\zeta (s)}}}
és
{\displaystyle \prod _{p}(1+p^{-s})=\sum _{n=1}^{\infty }{\frac {|\mu (n)|}{n^{s}}}={\frac {\zeta (s)}{\zeta (2s)}}}
A kettő hányadosa:
{\displaystyle \prod _{p}{\Big (}{\frac {1+p^{-s}}{1-p^{-s}}}{\Big )}=\prod _{p}{\Big (}{\frac {p^{s}+1}{p^{s}-1}}{\Big )}={\frac {\zeta (s)^{2}}{\zeta (2s)}}}
Mivel páros számokra a Riemann-féle zéta-függvény értéke  {\displaystyle \pi ^{s}} és egy racionális szám szorzata, ez a végtelen szorzat racionális számot ad értékül páros hatványokra. Például, mivel  {\displaystyle \zeta (2)=\pi ^{2}/6}, {\displaystyle \zeta (4)=\pi ^{4}/90}, és {\displaystyle \zeta (8)=\pi ^{8}/9450},
{\displaystyle \prod _{p}{\Big (}{\frac {p^{2}+1}{p^{2}-1}}{\Big )}={\frac {5}{2}}}
{\displaystyle \prod _{p}{\Big (}{\frac {p^{4}+1}{p^{4}-1}}{\Big )}={\frac {7}{6}}}
és így tovább, ami Ramanudzsan első eredménye. Ez a végtelen szorzat a következővel is ekvivalens:
{\displaystyle \prod _{p}(1+2p^{-s}+2p^{-2s}+\cdots )=\sum _{n=1}^{\infty }2^{\omega (n)}n^{-s}={\frac {\zeta (s)^{2}}{\zeta (2s)}}}
ahol {\displaystyle \omega (n)} az n különböző prímosztóinak számát jelöli. és  {\displaystyle 2^{\omega (n)}} a négyzetmentes osztók száma.
Hogyha  {\displaystyle \chi (n)} az N konduktor Dirichlet-karaktere, akkor  {\displaystyle \chi } teljesen multiplikatív, és {\displaystyle \chi (n)} csak n maradékosztályától függ modulo N, és {\displaystyle \chi (n)=0} akkor és csak akkor, ha n nem relatív prím. Ekkor
{\displaystyle \prod _{p}(1-\chi (p)p^{-s})^{-1}=\sum _{n=1}^{\infty }\chi (n)n^{-s}}.
Itt kényelmesebb elhagyni az N konduktor prímosztóit a szorzatból. Ramanudzsan megpróbálta általánosítani az Euler-szorzatot a zéta-függvényre:
{\displaystyle \prod _{p}(x-p^{-s})\approx {\frac {1}{\operatorname {Li} _{s}(x)}}}
minden  {\displaystyle s>1}-re, ahol {\displaystyle \operatorname {Li} _{s}(x)} a polilogaritmus. {\displaystyle x=1}-re a fenti szorzat nem más, mint {\displaystyle 1/\zeta (s).}

## Ismert konstansok
Sok ismert konstansnak van Euler-szorzatos kifejtése:
A Leibniz-formula a π-re:
{\displaystyle \pi /4=\sum _{n=0}^{\infty }\,{\frac {(-1)^{n}}{2n+1}}=1-{\frac {1}{3}}+{\frac {1}{5}}-{\frac {1}{7}}+\cdots ,}
értelmezhető Dirichlet-sorként az egyetlen modulo 4 Dirichlet-karakter segítségével, és szuperpartikuláris arányok Dirichlet-szorzatává alakítható:
{\displaystyle \pi /4=\left(\prod _{p\equiv 1{\pmod {4}}}{\frac {p}{p-1}}\right)\cdot \left(\prod _{p\equiv 3{\pmod {4}}}{\frac {p}{p+1}}\right)={\frac {3}{4}}\cdot {\frac {5}{4}}\cdot {\frac {7}{8}}\cdot {\frac {11}{12}}\cdot {\frac {13}{12}}\cdots ,}
ahol minden számláló prím, és a nevező a legközelebbi néggyel osztható szám.
További Euler-szorzatok:
Ikerprím-konstans:
{\displaystyle \prod _{p>2}{\Big (}1-{\frac {1}{(p-1)^{2}}}{\Big )}=0,660161...}
Landau-Ramanudzsan-konstans:
{\displaystyle {\frac {\pi }{4}}\prod _{p=1\,{\text{mod}}\,4}{\Big (}1-{\frac {1}{p^{2}}}{\Big )}^{1/2}=0,764223...}
{\displaystyle {\frac {1}{\sqrt {2}}}\prod _{p=3\,{\text{mod}}\,4}{\Big (}1-{\frac {1}{p^{2}}}{\Big )}^{-1/2}=0,764223...}
Murata-konstans (A065485 sorozat az OEIS-ben):
{\displaystyle \prod _{p}{\Big (}1+{\frac {1}{(p-1)^{2}}}{\Big )}=2,826419...}
Erősen gondtalan konstans {\displaystyle \times \zeta (2)^{2}}  A065472:
{\displaystyle \prod _{p}{\Big (}1-{\frac {1}{(p+1)^{2}}}{\Big )}=0,775883...}
Artin-konstans  A005596:
{\displaystyle \prod _{p}{\Big (}1-{\frac {1}{p(p-1)}}{\Big )}=0,373955...}
Landau-konstans  A082695:
{\displaystyle \prod _{p}{\Big (}1+{\frac {1}{p(p-1)}}{\Big )}={\frac {315}{2\pi ^{4}}}\zeta (3)=1,943596...}
Gondtalan konstans {\displaystyle \times \zeta (2)}  A065463:
{\displaystyle \prod _{p}{\Big (}1-{\frac {1}{p(p+1)}}{\Big )}=0,704442...}
Reciproka  A065489:
{\displaystyle \prod _{p}{\Big (}1+{\frac {1}{p^{2}+p-1}}{\Big )}=1,419562...}
Feller-Tornier-konstans  A065493:
{\displaystyle {\frac {1}{2}}+{\frac {1}{2}}\prod _{p}{\Big (}1-{\frac {2}{p^{2}}}{\Big )}=0,661317...}
Kvadratikus osztályszám konstans  A065465:
{\displaystyle \prod _{p}{\Big (}1-{\frac {1}{p^{2}(p+1)}}{\Big )}=0,881513...}
Totient összegzési konstans  A065483:
{\displaystyle \prod _{p}{\Big (}1+{\frac {1}{p^{2}(p-1)}}{\Big )}=1,339784...}
Gondtalan konstans  A065464:
{\displaystyle \prod _{p}{\Big (}1-{\frac {2p-1}{p^{3}}}{\Big )}=0,428249...}
Erősen gondtalan konstans  A065473:
{\displaystyle \prod _{p}{\Big (}1-{\frac {3p-2}{p^{3}}}{\Big )}=0,286747...}
Stephens-konstans:   A065478:
{\displaystyle \prod _{p}{\Big (}1-{\frac {p}{p^{3}-1}}{\Big )}=0,575959...}
Barban-konstans:  A175640:
{\displaystyle \prod _{p}{\Big (}1+{\frac {3p^{2}-1}{p(p+1)(p^{2}-1)}}{\Big )}=2,596536...}
Heath-Brown–Moroz-konstans  A118228:
{\displaystyle \prod _{p}{\Big (}1-{\frac {1}{p}}{\Big )}^{7}{\Big (}1+{\frac {7p+1}{p^{2}}}{\Big )}=0,0013176...}